# Pamela Geller
Pamela Geller (ur. 1958) – amerykańska blogerka i działaczka antyislamska.

## Życiorys
Przez 10 lat była związana z czasopismem „New York Daily News” początkowo jako analityczka finansowa, następnie pracowała w działach reklamy i marketingu. Wydawała później „The New York Observer”.
Założyła bloga o nazwie Atlas Shrugs, w którym zamieszczała treści krytyczne wobec islamizacji. W 2008 roku podczas kampanii prezydenckiej Pamela Geller rozpowszechniała teorie spiskowe, według których kandydat Barack Obama miał urodzić się w Kenii i wyznawać islam, a jego ojcem miał być Malcolm X. Ponadto oskarżyła Obamę o antysemityzm.
Przewodnicząca ruchu Stop Islamization of America.

## Kontrowersje
W 2013 roku została zaproszona przez kanadyjski oddział Jewish Defense League do Toronto, co zostało skrytykowane przez kanadyjskich rabinów.
Niedługo po zamachu na redakcję Charlie Hebdo w 2015 roku Geller zorganizowała konkurs Muhammad Art Exhibit & Contest, którego uczestnicy mogli nadsyłać karykatury Mahometa; główną nagrodą była kwota w wysokości 10 tys. dolarów. Sponsorowała kampanię, w ramach której w największych amerykańskich miastach pojawiły się antyislamskie plakaty. Była także sponsorką wystawy Jihad Watch Muhammad w Garland. Organizacja Southern Poverty Law Center sklasyfikowała Geller jako liderkę grupy nienawiści.
W 2018 roku otrzymała zakaz wjazdu do Wielkiej Brytanii.

## Poglądy
Pamela Geller przyrównała muzułmańskie modlitwy do przeklinania chrześcijan i żydów. Według niej jedynymi umiarkowanymi muzułmanami są ci świeccy.